# پایگاه عملیات خط مقدم مک‌کنزی

پایگاه عملیات خط مقدم مک‌کنزی که در گذشته با نام پایگاه عملیات خط مقدم پِیس‌سِتِر (پایگاه هوایی شرق سامرا در زمان صدام حسین) شناخته می‌شد یک پایگاه عملیات خط مقدم آمریکا در شمال کشور عراق در ۹۶ کیلومتری شمال بغداد و ۱۲ کیلومتری شمال خاوری رود دجله بود.

## مشخصه‌ها
مساحت این پایگاه هوایی با ۱۸ کیلومترمربع، حریم امنیتی اطراف آن ۱۸ کیلومتر و طول باند پرواز آن ۳۰۰۰ متر (۹۸۰۰ پا) بود.

## نامگذاری
این پایگاه به افتخار سرتیپ رونالد اس. مک‌کنزی نامگذاری شده بود.

## تاریخچه
بر اساس «دیدبان توان هوایی جنگ خلیج» در ۱۹۹۱ در دو طرف باند اصلی فرود، تعداد ۱۲ پناهگاه هواپیمای مقاوم‌شده وجود داشته که به آن ذوزنقه یا یوگوس می‌گفتند. زیرا متخصصان یوگسلاوی پیش از سال ۱۹۸۵ آنها را ساخته بودند.